# George van Lalaing
George van Lalaing (Hoogstraten, 1536 – Groninga, 23 luglio 1581) è stato un nobile olandese, Statolder nei Paesi Bassi spagnoli.

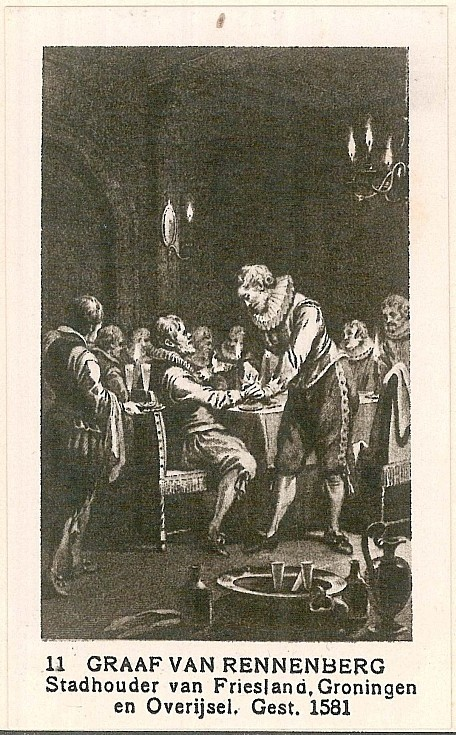
G. van Lalaing ritratto in una...

George van Lalaing o George de Lalaing conte di Rennenberg è stato Statolder di Frisia, Groninga, Drenthe e Overijssel a servizio di Filippo II di Spagna dal 1577 al 1581, durante la rivolta olandese. 
La famiglia Lalaing proveniva dalla Contea di Hainaut dove ricopriva ruoli di governo. 
I suoi genitori erano Philip de Lalaing, conte di Hoogstraten e Anna di Rennenberg.
Rennenberg (così era conosciuto nei Paesi Bassi) fu nominato stadtholder delle Province del Nord nel 1577 su proposta di Guglielmo d'Orange, il "silenzioso".
Egli era un convinto sostenitore della Pacificazione di Gand come mezzo per riconciliare i calvinisti ribelli con il loro re cattolico Filippo. Dopo che il trattato è risultato favorevole ai protestanti consentendo loro di guadagnare posizioni, in particolare a Bruxelles, Gand e Bruges, egli abbandonò la causa dei ribelli per il re di Spagna il 3 marzo 1580, con il sostegno della città di Groninga. 
Il resto della provincia è rimasto fedele alla causa dei ribelli. 
Rennenberg morì a Groninga nel 1581, ma la città rimase soggetta alle azioni militari fino al 1594. 
La "diserzione" di Rennenberg ha polarizzato ulteriormente la popolazione dei Paesi Bassi secondo il credo religioso. I cattolici non saranno più considerati affidabili per alti incarichi.